# 華山司法園區
華山司法園區是位於臺灣臺北市中正區梅花里（華山地區）市民大道二段的司法廳舍新建工程，工程全名為臺灣高等法院及臺灣臺北地方法院遷建華山司法園區新建工程，將興建地上19層地下5層的大樓，完工後目前位於博愛特區的臺灣高等法院及臺灣臺北地方法院將遷移至此。
其位置坐落在北平東路、林森北路、市民大道二段、中央藝文公園所圍住原華山車站旁的空地（即華山行六用地），面積共計2.33公頃。設計由九典聯合建築師事務所得標，雖然2022年即已頒發建築執照，然而該處因為臺北市政府文化局正在挖掘地下的遺址，因此最快於2025年才會正式開工。

## 歷史
- 2022年10月7日，獲得臺北市政府核發華山新建工程的建築執照。[1]
- 2022年12月7日，「華山司法園區樹木保護移植與復育暨月台拆遷工程」（「華山司法園區新建工程」第一階段工程）舉行開工動土典禮。